# Alexandre Dubuque
Pour les articles homonymes, voir Dubuque.
Alexandre Ivanovitch Dubuque ou Dubuc (en russe : Алекса́ндр Ива́нович Дюбю́к ; Moscou, 20 février 1812 (3 mars dans le calendrier grégorien) – Moscou, 27 décembre 1897 (8 janvier 1898 dans le calendrier grégorien)),, est un pianiste, compositeur et pédagogue russe d'origine française.

## Biographie
Son père était un réfugié de la Révolution française, qui avait fui vers la Russie.
Il est élève de John Field, et plus tard, au Conservatoire de Moscou ou en leçons privées, il est le professeur de piano de Mili Balakirev et Nikolaï Zverev, mais aussi d'Herman Laroche, Leonid Malachkine et Nikolaï Kachkine.
Balakirev disait : « Si je suis capable de jouer du piano, je le dois entièrement aux dix leçons que j'ai prises avec Dubuque ».
Il a écrit « Technique du piano » publié en 1866 et qui connut plusieurs rééditions, considéré comme le manuel du conservatoire et ses souvenirs sur Field.
Il repose au Cimetière Vagankovo.

## Œuvres
Hormis un nombre important de pièces pour piano et d'études, Dubuque est l'auteur de nombreuses transcriptions (notamment une quarantaine de Schubert) et de romances pour voix et piano. Il est également l'arrangeur de chansons folkloriques russes et des mélodies tziganes, notamment Collection de chansons russes avec variations pour piano (1855).
L'une de ses œuvres les plus célèbres est Nie brani menia rodnaïa (Ne me gronde pas, ma chérie), interprétée par Léon Theremine dans les années 1950 et, plus tard par Kaia Galina Urb avec Heiki Matlik. Ses romances étaient au répertoire de nombreux chanteurs, dont Fédor Chaliapine.